# 红缨大丁草
红缨大丁草（学名：Gerbera ruficoma）为菊科大丁草属下的一个种。

## 扩展阅读
- 維基物種上的相關：红缨大丁草